# Nouadhibou
Nouadhibou (ara. نواذيبو, bivši Port-Étienne) je drugi najveći grad te najveća luka i gospodarsko središte Mauritanije. Također, Nouadhibou je i glavni grad administrativne regije Dakhlet Nouadhibou. Sa širim gradskim područjem grad ima preko 90.000 stanovnika. Smješten je na poluotoku koji ima više naziva - Ras Nouadhibou, Cap Blanc ili Cabo Blanco na atlantskoj obali zapadne Afrike. To područje je bilo idealno za izgradnju industrijske luke početkom 1960-ih. Važne gospodarske djelatnosti ovdje su eksploatacija željezne rude i ribolov.
Grad se nalazi samo nekoliko kilometara od granice između Mauritanije i Zapadne Sahare.

## Povijest
Krajem 19. stoljeća mnoge su francuske, španjolske i britanske trgovačke tvrtke na nenaseljenom području na zapadnoj obali Sahare počele trgovati s nomadskim plemenima Saharawi i Bidhan. Završetkom pregovora između španjolskog izaslanstva i lokalnog emira Adrara, španjolski veleposlanik za područje između rta Bojador i La Gouira je proglasio protektorat na sjevernom području. Tada su Španjolci osnovali tri naselja - La Gouira, Villa Cisneros (danas Ad Dakhla) i Ben Vila (danas Tarfaya u južnom Maroku).
Sredinom 19. stoljeća Francuska je preuzela kontrolu na području Senegala prilikom prodiranja u Mauritaniju. Tadašnji grad Port-Étienne (današnji Nouadhibou) je postao konkurencija španjolskom La Gouiri. Francuzi su osim Port-Étienne osnovali i Fort Gouraud (danas F'dérik) i Fort Trinquet (danas Bir Moghrein) koji su bili na francuskoj granici sa španjolskim teritorijem.
Lokalno stanovništvo se do 19. stoljeća bavilo skromnim ribolovom na plitkom području te su dugo trgovali s ribarima s Kanarskih otoka s kojima su razmjenjivali ribe. Francuskim posredstvom industrija se počela razvijati u 20. stoljeću. Sve je započelo 1952. osnivanjem multinacionalnog konzorcija nad rudnicima željeznom rudom u unutrašnjosti zemlje. Konzorcij je 1974. godine nacionaliziran. Željezna ruda danas čini 85% ukupnih izvoznih prihoda Mauritanije.
1960. godine Mauritanija je postala neovisna od Francuske dok je Zapadna Sahara ostala španjolska kolonija. Sporazumom iz veljače 1964. španjolskim koćaricama je dozvoljen izlov ribe u vodama Mauritanije dok se Španjolska u zauzvrat obvezala na investiciju u tvrtku za preradu ribe Société des Industries de Pêche Mauritaniennes smještenoj u Nouadhibou. Tvrtka godišnje preradi 9.000 tona ribe u konzerviranu, sušenu, soljenu, smrznutu ili obrađenu ribu. Od te brojke, 2.000 tona ribe otpada na ribu koju su ulovili kanarski ribari. Tako je grad od male ribarske luke iz francuskog kolonijalnog razdoblja izrastao u grad koji je obnovljen na temelju međunarodne pomoći početkom 1970-ih te zajmom od Svjetske banke od 8 milijuna USD dobivenim 1983. godine. Pomorska luka tako je povećala vlastiti kapacitet transporta roba od 500.000 tona godišnje.
Nakon što je 1976. započeo Zapadnosaharski rat, očekivalo se da će Nouadhibou koji je smješten u blizini granice sa Zapadnom Saharom biti napadnut. Zbog toga je tadašnji predsjednik Mukhtar Ould Daddah zatražio implementaciju marokanskih vojnika smještenih u blizini. U konačnici, grad nije bio napadnut. Nakon mirovnog sporazuma sklopljenog u lipnju 1979. u Alžiru, očekivao se nov napada pa su marokanske vojnike zamijenili padobranci francuske vojske.

## Sadašnjost
Grad je podijeljen na četiri glavna područja:
- središte (koje uključuje zračnu luku),
- Numerowatt (sjeverni dio grada),
- Cansado (glavna stambena četvrt grada smještena na jugu) i
- Port Minéralier (krajnji jug grada koji se bavi željeznom rudom namijenjenom izvozu).

Atrakcije grada su nekoliko tržnica, groblje brodova, nacionalni park na južnom rtu poluotoka, i rijetke sredozemne medvjedice. Budući da se na groblju brodova nalazi više od 300 brodova, ono je najveće groblje takve vrste na svijetu. Razlog tome bili su korumpirani službenici koji su primali mito od mnogih brodovlasnika kako bi im se omogućilo da na tom deponiju ostave svoja plovila.
Najveća industrija u gradu je prerada željezne rude koja vlakom dolazi iz gradova Zouérat i F'dérik smještenih u unutrašnjosti zemlje. Takve željezničke kompozicije mogu biti duge i do 3 km čime su navodno najduže na svijetu. Grad je navodno i središte ilegalne trgovine meteoritima pronađenim u Sahari.
30. lipnja 1973. u vrijeme druge najduže pomrčine Sunca u 20. stoljeću, iz Nouadhiboua je lansirana raketa za potrebe solarnih istraživanja.
Od veljače 2006. pa do danas, Nouadhibou je polazište afričkih emigranata koji pokušavaju doći do Kanarskih otoka. Ovaj iznimno opasan put do Europske unije postao je veoma čest zbog povećana emigracijske kontrole duž marokanske obale i oko španjolskih Enklava|enklava Ceute i Melille u drugoj polovici 2005. mauritanijska Vlada je u suradnji s EU-om izgradila posebne kampove za uhvaćene emigrante koji se ovdje nalaze prije nego što se pošalju u domovinu.

## Populacija
Od mauritanijskog osamostaljenja, populacija svih gradova je dosegla četveroznamenkastu brojku, a Nouadhibou je 1963. imao 6.500 stanovnika. Prema popisu stanovništva iz 1988. grad je imao 59.198 stanovnika a 2000. godine 72.337. Prema podacima iz 2010. broj populacije iznosi 83.995. Mnogi stanovnici grada su emigranti iz Senegala, Gvineje i drugih zapadnoafričkih zemalja.

## Transport
Nouadhibou je s glavnim gradom Nouakchottom povezan autocestom RN2 dugom 450 km. Tu je i autocesta duga 70 km koja povezuje grad sa zapadnosaharskom granicom na sjeveru. Željeznica služi za transport željezne rude iz rudnika u unutrašnjosti zemlje te prijevoz ljudi. Željeznička udaljenost grada od rudnika u Zouératu na istoku iznosi 670 km.
Tu je i međunarodna zračna luka koja nudi redovite letove u prijestolnicu te Kanarske otoke.

## Vanjske poveznice
- Nouadhibou (de.Wiki)
- Nouadhibou (en.Wiki)